# Historia Apollonii regis Tyri

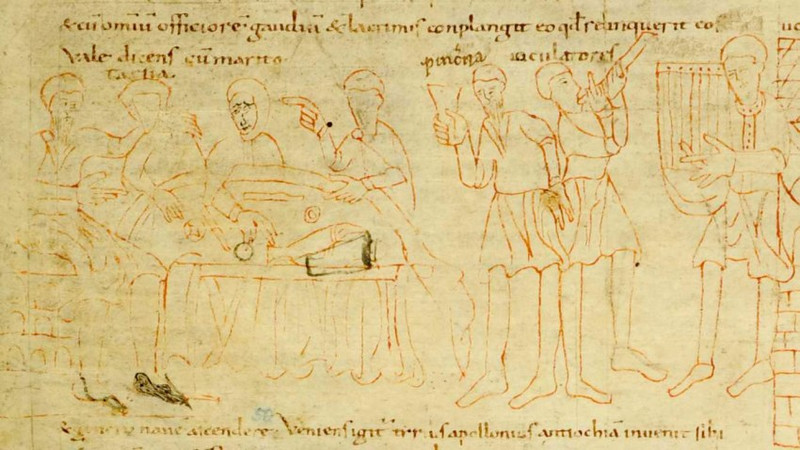
Illustration aus einem mittelalterlichen Manuskript (Kloster Werden, um 1000).

Die Historia Apollonii regis Tyri („Geschichte von Apollonius, dem König von Tyros“) ist ein antiker Roman in lateinischer Sprache, der auf griechische oder lateinische Quellen zurückgeht. Sein Autor ist nicht bekannt, die Datierung fällt in das 3. Jahrhundert n. Chr.

## Inhaltsangabe
Die Geschichte beginnt in Antiochia, wo König Antiochus ein inzestuöses Verhältnis mit seiner Tochter eingeht. Um sie für sich behalten zu können, stellt er ihren Freiern ein Rätsel, das diese lösen müssen. Gelingt es ihnen nicht, werden sie hingerichtet. Allein Apollonius, dem König von Tyrus, gelingt es, das Rätsel zu lösen: scelere vehor, maternam carnem vescor, quaero fratrem meum, meae matris virum, uxoris meae filium: non invenio. (Ich werde vom Verbrechen geführt, ich genieße das mütterliche Fleisch, ich suche meinen Bruder, den Mann meiner Mutter, den Sohn meiner Frau: [aber] ich finde [ihn] nicht.) Die Antwort ist die verbrecherische Beziehung zwischen Vater und Tochter. Erzürnt schickt Antiochus Apollonius fort und hetzt ihm einen Häscher hinterher, der ihn töten soll. Nun beginnt die Irrfahrt des Apollonius. In einem Seesturm verliert er sein Hab und Gut, kommt in der Folge an den Hof eines anderen Königs, wo sich dessen Tochter in ihn verliebt. Die beiden heiraten und begeben sich nach dem Tod des Königs Antiochus zurück nach Antiochien, um die Thronfolge anzutreten. Auf der Fahrt stirbt seine Frau nach der Geburt der gemeinsamen Tochter Tarsia. Apollonius lässt den Körper seiner Frau am Strand zurück, damit sie an Land bestattet werde. Doch seine Frau ist nur scheintot, wird gerettet und zu einer Priesterin.
Apollonius fährt weiter und gibt seine Tochter in die Obhut von Zieheltern. Danach ist er einige Jahre verschollen. Tarsia wächst heran und wird eines Tages von Seeräubern gefangen, die sie an einen Bordellbesitzer verkaufen. Es gelingt ihr, die Freier abzuwehren und sie wird dabei zum Objekt der Begierde eines jungen Prinzen. Apollonius segelt in dem Glauben, seine Frau und Tochter seien tot, durch die Welt. Eines Tages kommt er in die Stadt, in der Tarsia lebt. Sie wird ihm zur Aufmunterung ins Schiff geschickt, wobei sich die beiden als Vater und Tochter wiedererkennen. Durch Zufall kommen sie in den Tempel, in dem Tarsias Mutter als Priesterin lebt. Die Familie ist glücklich vereint und Tarsia heiratet den jungen Prinzen.

## Entstehungstheorien
Da die Herkunft der Historia Apollonii im Unklaren ist, haben sich in der Historia-Apollonii-Forschung im Wesentlichen zwei Theorien durchgesetzt, die den Ursprung der HA nachzuzeichnen versuchen. Dabei geht es um die Frage, ob es sich bei der HA um eine Übersetzung eines verlorenen griechischen Originals oder um eine lateinische Erzählung handelt.

### Das griechische Original
In einigen griechischen Romanen finden sich Sätze, die mit Passagen aus der HA übereinstimmen. Im Folgenden werden einige Beispiele analysiert:

#### Beispiele
1) HA 1, 3-4
"...natura exerrat..."
η του κοσμου φυσις αμαρτανει = Die Natur der Weltordnung fehlt/sündigt 
Brief von Philostratus
οπου μεν γαρ τι ημαρτηθη τη φυσει... = Denn wo auch immer wahrlich der Natur etwas fehlte...
 Roman von Chariton "Chaireas und Kallirrhoe von Syrakus" (Eine der griechischen Quellen)
ην γαρ το καλλος ουκ ανθρωπιον, αλλα θειον = Denn die Schönheit war nicht menschlich, sondern göttlich.
2) HA 1, 4-5
"multi eam in matrimonium petebant" = zur Hochzeit bitten/fordern
Longus Roman "Daphnis und Chloe" (griechische Quelle)
προς γαμον αιτουντες αυτην
Bei Heliodoros (griechische Quelle)
προς γαμον αιτωμεν
3) HA 1,4-5
Que dum ad nubilem pervenisset aetatem
Bei Heliodoros
Ηλθε και εις ωραν γαμου = Sie kam in die Zeit der Hochzeit

#### Ähnlichkeiten mit dem griechischen Roman
HA Anfang: Es handelt von einer übernatürlichen Schönheit eines Mädchens, das alle Männer heiraten möchten. Später treten Apollonius und die Tochter des Archistratus als Liebespaar auf: Symptome der Liebeskrankheit treten bei der Tochter auf: Schlaflosigkeit, Mattigkeit und innere Unruhe. Das Paar ist dann glücklich vereint und wird plötzlich getrennt – Apollonius denkt seine Frau sei gestorben → entspricht ziemlich der Handlung im Liebesroman des Chariton.
Motive: Irrfahrten, Schiffbruch, Verkauf eines Mädchens ins Bordell, Wahrung der Keuschheit, glückliche Vereinigung des Paares am Schluss.

#### Unterschiede zum griechischen Roman
Sprachduktus der Inschriften entspricht demjenigen lateinischer Inschriften.
Romantext enthält Zitate aus Werken lateinischer Literatur.
Im gr. Roman handelt es sich um ein bürgerliches Ambiente, in der HA stammen alle von königlichem Geschlecht ab.
Im gr. Roman sind die Haupthelden ein jugendliches Liebespaar, in der HA wechseln die Protagonisten.
In der HA hat Apollonius Selbstmordgedanken, als er glaubt, seine Tochter sei tot, im griechischen Liebesroman hat der eine Partner des Liebespaares Todessehnsucht, wenn er vom angeblichen Tod des oder der Geliebten erfährt.
In griechischen Romanen ist diese Liebe des jungen Paares von heftiger Leidenschaft gekennzeichnet, in der HA werden die erotischen Elemente stark reduziert – auch der Treueschwur und die Erprobung der Treue fehlen in der HA.
Aus einem Liebesroman wird ein Familien- und Wiedererkennungsroman, indem es primär über das Verhältnis von Vätern und Töchtern geht. Die Inzestpassage ist als notwendiger Teil in die Gesamthandlung eingebunden und dient als negatives Beispiel einer Vater-Tochter-Beziehung. Hingegen sind Archistrates und Apollonius gute Väter – eine Rolle als Liebhaber spielt der Hauptheld Apollonius jedoch nicht. Man geht also davon aus, dass die HA einen vorwiegend lateinischen Ursprung hat und nicht einen griechischen.

### Das lateinische Original
In der heutigen Forschung wird also größtenteils angenommen, dass der Text auf ein lateinisches Original zurückgeht, das im 3./4. Jh. geschrieben wurde.
Zudem gibt es noch weitere Theorien, wonach die HA ein christlicher Text oder ein Konglomerat von verschiedenen Kurzgeschichten sei. Diese aber werden in der Forschung aufgrund der dünnen Argumentation vernachlässigt.
Die meiste Zustimmung findet jene von Elimar Klebs (Die Erzählung von Apollonius aus Tyrus: Eine geschichtliche Untersuchung, Berlin 1899).

#### Entstehungstheorie nach Klebs
Klebs nimmt den Ursprung der HA im 3./4. Jahrhundert an. Er will anhand der Münzangaben die Entstehungszeit der HA ablesen.
Im Roman kommen 3 verschiedene Münzangaben vor: "auri" c.8, "talenta auri" c. 10 und "sestertia auri" c. 25
Durch die "sestertia auri" kann die Entstehungszeit auf das 3./4. Jhd. eingegrenzt werden. Denn die Rechnung nach Sesterzen war gegen Ende des 3. Jahrhunderts noch nicht ganz verschwunden. Zudem entspricht es dem Gebrauch dieses Jahrhunderts, dass den "sestertia" der Zusatz "auri" gegeben wird. Ab Konstantin dem Großen werden die Sesterzen zugunsten der auri aufgelöst. Das heißt, dass die lateinische Schrift jedenfalls vor Konstantin erschienen ist.
In den folgenden Beispielen wird gezeigt, warum die HA lateinischen Ursprungs sein soll:
Die Inschriften: Über sie will Klebs sehen, dass es sich bei der HA um keine Übersetzung aus dem Griechischen handeln könne, sondern sie von einem Lateiner frei entworfen worden sei, da sich die Formen und Formeln im typischen lateinischen Inschriftenstil bewegen.
Bsp.: „D. M. CIVES TARSI TARSIAE VIRGINI BENEFICIIS TYRII APOLLONII“ – Es ist ein Kennzeichen für das Lateinische, dass Ehreninschriften im Dativ gehalten werden, im Griechischen dagegen im Akkusativ.
Einrichtungen und Gebäude: Den Schauplatz der Erzählung bildet die allgemeine hellenistisch-römische Kultur. Auffallend ist, dass keine griechischen Sitten erwähnt werden. Einiges deutet auf den römischen Ursprung der Erzählung hin.
Wenn Apollonius befiehlt, seine geborene Tochter aufzunehmen (c. 25 iussit infantem tolli), ist dies die römische Art, in welcher der Vater ein Kind anerkennt und den Willen ausdrückt, es aufzuziehen.
Die Figuren werden durch Standbilder mit Ehreninschriften geehrt, so wie es auch unzählige Male in der römischen Kultur geschah.
Im Gymnasium vergnügt sich König Archistrates beim Ballspiel, dann badet er und lässt sich abreiben. Ganz ebenso verhält sich Trimalchio (Petron 27/28).
Beim Mahl erfreut die Königstochter die Gäste durch musikalische Vorträge. Sie singt und spielt Lyra. So war es auch für die römische Zeit üblich.
Und wie jeder vornehme Mann der Kaiserzeit eine Bibliothek besitzt (Zeugnis u. a. bei Seneca), so studiert auch Apollonius die Philosophen und Astrologen, wenn er von Antiochus zurückkommt.
Die allgemeine Trauer, welche Apollonius’ Verschwinden hervorruft, wird so beschrieben: „maeror ingens nascitur – tantus vero amor circa eum civium erat ut multo tempore tonsores cessarent, publica spectacula tollerentur, balnea clauderentur, non templa neque tabernas quisquam ingrederetur.“ Damit wird die öffentliche Trauer geschildert, wie sie in Rom und im römischen Reich durch Schließung der Häuser und Kaufläden, durch Aufhebung der Schauspiele begangen wurde.
Gegen Ende der Erzählung rufen die Einwohner von Tarsus dem Apollonius zu „te regem, te patrem patriae diximus!“ Pater patriae war seit Augustus bekanntlich ein regelmäßiger Bestandteil der kaiserlichen Titulatur.
Sprache und Stil:
Hier werden markante Sprach- bzw. Stileigenschaften, die für einen lateinischen Ursprung sprechen, vorgestellt, wobei es relativ schwierig ist, Rückschlüsse auf den Originaltext zu ziehen, da dieser höchstwahrscheinlich im Laufe der Zeit entstellt und verdorben wurde.
Alliterationen: Bsp.: „mensas et ministeria“, „non templa neque tabernas“, „nudus naufragus“ „casta caraque“, ...
Endreime in Form von Flexionsreimen: „qui cum luctatur cum furore, pugnat cum dolore, vincitur amore“, „quaestionem regis soluisti,  filiam eius non accepisti“
Wortspiele: „in artem incidit, sed non didicit“, „non Apollonium sed Apollinem“, „de arte tua nihil quereor, sed a rege Antiocho quaeror“, ...
weitere Stilfiguren: Anfügen eines Kompositums: „fugere quidem potest, effugere non potest“
mehrfach werden "scire" und "nescire" nebeneinander gestellt.
Intertextualität: Es ist interessant, die sprachlichen Einwirkungen lateinischer Autoren miteinzubeziehen, insbesondere solcher der augusteischen Zeit, Vergils und Ovids.
Denn die starke Ähnlichkeit verschiedener Phrasen bzw. Passagen lässt vielleicht am meisten an ein lateinisches Original glauben.
Beispiele:
HA c. 18: „Sed regina [sui] iam dudum saucia cura Apollonii figit in pectore vultus verba, cantusque memor credit genus esse deorum nec somnum oculis nec membris dat cura quietem.“
Vergil Aeneis 4,1 ff.:

„At regina gravi iamdudum saucia cura

Vulnus alit venis et caeco carpitur igni

Multa viri virtus animo multusque recursat

Gentis honos; haerent infixi pectore voltus

Verbaque nec placidam membris dat cura quietem.“

Des Weiteren die poetische Beschreibung des Sturms: HA c. 11
„Hinc Notus, hinc Boreas, hinc Africus horridus instat“
→ auffallende Ähnlichkeit zur Beschreibung der Winde bei Vergil
An derselben Stelle wird eine Passage von Ovid eingefügt:
HA c. 11: „Ipse tridente suo Neptunus spragit harenas“
Ovid, Met. 1,260 ff.: „Ipse tridente suo terram percussit“

#### Die HA als christlicher Text
Die häufigen Wiederholungen von "deus", also "Gott" in der Einzahl, werden von einigen Forschern als direkte Anspielung auf den christlichen Gott interpretiert. Zudem kann die Betonung, die auf die Wahrung der Jungfräulichkeit gelegt wird, als christliches Element gewertet werden. Da aber auch die weitere Argumentation eher dünn ausfällt und die Forschung diese Theorie mit genügend Gegenbeispielen widerlegt hat, muss man wohl annehmen, dass der Roman aus dem 3./4. Jh. n. Chr. stammt und erst später mit christlichen Elementen versehen worden ist, zumal die älteste vorhandene Handschrift der Historia Apollonii auf das 9. Jh. zurückgeht und ungeklärt bleibt, welche – womöglich christlichen – Veränderungen der Text im Laufe der Jahrhunderte genommen hat.

## Die Rätsel in der HA
Rätsel spielen in der HA eine wichtige Rolle und spannen sich wie ein Bogen über die ganze Geschichte. Auch in vielen anderen antiken Texten sind Rätsel ein beliebtes Stilmittel. Das berühmteste Beispiel in der klassischen Antike ist wohl das Rätsel der Sphinx bei Ödipus. Rätsel dienen als eine andere Art der Kommunikation und ermöglichen es den Figuren, etwas Unaussprechliches auszudrücken. Rätsel dieser Art finden sich zahlreich in der HA, zum Beispiel als Antiochus’ Tochter ihrer Amme die Vergewaltigung durch den Vater gesteht.
Das zentrale Rätsel in der HA finden wir gleich am Beginn: „Scelere vehor, maternam carnem vescor, quaero fratrem meum, meae matris virum, uxoris meae filium: non invenio.“ „Ich fahre auf dem Verbrechen, ernähre mich vom Fleisch der Mutter, suche meinen Bruder, den Mann meiner Mutter, den Sohn meiner Gattin: Ich finde ihn nicht.“
König Antiochus, der mit seiner Tochter Inzest treibt, stellt dieses Rätsel den Freiern seiner Tochter. Wer die richtige Lösung weiß, bekommt sie zur Frau. Dieses Motiv kennen wir aus verschiedenen Märchen: Die Freier, die das Rätsel nicht lösen können, bezahlen mit ihrem Leben. Für den König steht auch viel auf dem Spiel, weil er mit der Tochter zugleich auch seine Macht verlieren würde. Die Formulierung des Rätsels scheint aber nicht in die HA zu passen, weil sie eher auf eine inzestuöse Verbindung zwischen Mutter und Sohn hindeutet. Sie ist möglicherweise aus einem anderen Text entliehen.
Am Ende der HA steht noch eine Reihe von anderen Rätseln. Sie stammen aus einer Rätselsammlung aus dem 4./5. Jahrhundert, Aenigmata, die von einem Römer namens Symphosius verfasst wurde. Die Rätsel sind alle in der Ich-Form geschrieben und handeln von Dingen wie zum Beispiel Schreibfeder, Spiegel, Räder, Leiter, Fluss und Fisch etc. Diese Rätsel dienen rein der Unterhaltung.

## Das Inzestmotiv
Inzest (lat. incestum „unrein“) wird als eine tatsächliche, heterosexuelle Handlung zwischen zwei oder mehreren Mitgliedern derselben Kernfamilie bezeichnet. Demzufolge sind unterschiedliche Konstellationen möglich: Vater-Tochter-Inzest (vgl. Historia Apollonii), Mutter-Sohn-Inzest (vgl. Ödipusmythos) und Bruder-Schwester-Inzest (vgl. Byblis-Mythos).
Inzest stellt also eine sexuelle Beziehung zu Blutsverwandten dar, deren Ausübung seit jeher durch ein entsprechendes Gesetz in fast jeder Gesellschaft verboten ist und mit strengen Strafen versehen wird. Man kann demzufolge seit jeher von einem universell gültigen Inzesttabu sprechen.

### Unterschiedliche Arten von Inzest
Not-Isolationsinzest
liegt dann vor, wenn eine an und für sich exogame Gruppe infolge ungünstiger Bedingungen (räumliche oder soziale Isolation) zur Endogamie gezwungen wird.
Endogamie: (griech. endo innen und gamos Hochzeit)
zum Beispiel Lots Töchter, die ihrem berauschten Vater beiwohnten, um mit ihm Kinder zu erzeugen, da sie Angst hatten, dass sie nach dem Fall Sodoms keine Männer mehr finden würden.
Dynastischer Inzest
lässt sich bei elamitischen Herrschern (altorientalisches Volk im Südwesten des heutigen Iran), bei den Pharaonen in Ägypten (Ptolemäer), bei den Inkas, Mayas oder bei den Königen auf Hawaii nachweisen. Bei dieser Art von Inzest handelt es sich um die Verpflichtung von politischen oder sakral bedeutenden Personen/Funktionsträgern, die eine inzestuöse Beziehung eingehen müssen, zum Beispiel als erste und wichtigste Frau die eigene, leibliche Schwester heiraten. Derartige Gebote hängen mit der Vorstellung eines sakralen Königtums zusammen sowie auch mit dem Wunsch die eigene Herrschaft zu legitimieren und innerhalb der Dynastie zu wahren.
zum Beispiel Ptolemäer in Ägypten, die sich als direkte Nachkommen eines Gottes verstanden. Als Mitglieder des Herrscherhauses konnten sie es sich nicht leisten, sich mit „normalen, gewöhnlichen“ Menschen zu verbinden – hier stellt Inzest die einzige Alternative dar, um das „göttlich reine Blut“ zu erhalten.
Kultisch-magischer Inzest
Das Begehen der streng verbotenen inzestuösen Handlungen stellt beim kultisch-magischen Inzest einen „magischen Katalysator“ dar, durch den gefährliche, magische Kräfte frei werden. Nur Priester (oder Menschen mit priesterlichen Funktionen) können diese Kräfte in einer für die Gemeinschaft heilbringende Form freigeben, während Unbefugte nur allgemeines Unheil heraufbeschwören würden.

### Inzest in antiken Kulturen
Beispiele
- alte Peruaner, Inkas (keine Inzestverbote, Motiv: Reinheit des Stammes erhalten)
- Perser: keine Verbote. Für geistliche Ämter wurden Personen, die aus derartigen  Beziehungen hervorgegangen sind, verlangt.
- Ägypten: keine Ehehindernisse – häufig: Geschwisterehen (vor allem bei den Ptolemäern). zum Beispiel Kleopatra: Tochter einer Geschwisterehe und Enkelin der Berenice, die gleichzeitig Nichte und Schwester ihres Ehegemahls war.

Griechen
Bei den Griechen war nach ältestem Brauch und nach göttlichem Vorbild die Ehe mit der eigenen Schwester erlaubt. In der Regierungszeit von Solon (640-560) wurde die Ehe zwischen Kindern und Eltern, sowie zwischen Geschwistern untereinander verboten (solonische Gesetzgebung).
Römer
Bei den Römern war das „incestum“ seit jeher strengstens verboten und wurde als verbrecherisch und sittenwidrig verstanden. Das Hindernis erstreckte sich bis in den sechsten Verwandtschaftsgrad, wobei nach dem ersten Punischen Krieg (264-241 v. Chr.) das Verbot „aufgelockert“ wurde – die Folge war eine Zunahme der inzestuösen Verbindungen in der Oberschicht, wobei nun vor allem die Geschwisterehe bei den Römern gestattet war.
Prominente Beispiele
- Kaiser Caligula heiratet seine Schwester Drusila, da er nach ptolemäischem Vorbild die Geschwisterehe in Rom einführen wollte.
- Kaiser Claudius heiratet seine Nichte Agrippina, nachdem er durch den Senat die Heirat zwischen Onkel und Nichte legitimieren ließ (49 n. Chr.)
- Nero soll sich zu seiner Mutter Agrippina sexuell hingezogen gefühlt haben. (Sueton)
- Kaiser Tiberius heiratete seine Stiefschwester

### Gesetzliche Strafen
Bei den Kulturvölkern des Altertums finden wir aufgrund des universal gültigen Inzesttabus eine starke Betonung der Strafen.
In Rom praktizierte Strafen:
- Die in flagranti erwischten Blutschänder wurden vom tarpejischen Felsen an der südlichen Spitze des Kapitolhügels gestürzt. Zur Besänftigung des göttlichen Zorns wurden zusätzliche Sühneopfer dargebracht.
- Weitere Strafen: Verbannung (sozialer Tod), Zwang zum Selbstmord, Blendung, Verbrennung bei lebendigem Leibe, lebendiges Begraben, Tod beider beteiligten Personen, Ertränken der Verbrecher im Meer

### Inzest als literarisches Thema
Beliebt in zahlreichen Mythen
- Ödipussage von Sophokles (Mutter-Sohn-Inzest)
- Mythen der Byblis (Bruder-Schwester-Inzest)
- Mythen der Myrrhe (Vater-Tochter-Inzest)
- Gedichte von Catull: Inzest thematisiert in Carmen 89, 67 und 69
- Artus – Sage (Bruder-Schwester-Inzest)
- Richard Wagner: Die Walküre (Bruder-Schwester-Inzest)
- Max Frisch: Homo Faber (Vater-Tochter-Inzest)
- Historia Apolonii Regis Tyri (Vater-Tochter-Inzest)
- Shakespeare: Perikles, Prinz von Tyrus (Vater-Tochter-Inzest)

Märchen: ähnliches Motiv wie bei Historia Apollonii (Vater-Tochter-Inzest angedeutet)
- Allerleirauh, Quedl das Hündlein, die Sage von Hüfenberg

## Vater-Tochter-Beziehungen

### König Antiochus und seine Tochter
Die Liebe von Antiochus zu seiner Tochter ist eine falsche, verkehrte Liebe. Er entbrennt in einer Leidenschaft und einer Liebe, die sich für einen Vater nicht gehören. Da er seine Begierde nicht unter Kontrolle halten kann, dringt er in die Kammer der Tochter ein und vergewaltigt sie. Die Tochter will sich auf diese Schandtat hin das Leben nehmen, wird aber von ihrer Amme dazu überredet, dem Vater weiterhin zur Verfügung zu stehen. Der Vater ist eifersüchtig und besitzergreifend und will die Geliebte, die er in seiner Tochter gefunden hat, nicht verlieren. Daher stellt er allen Verehrern der Tochter ein Rätsel, dessen Nicht-Auflösung zur Folge hat, dass er sie köpfen lässt. Den Tod durch den Blitz, der beide am Ende trifft, könnte man als Bestrafung Gottes/der Götter sehen. Somit wird dieses Beispiel zur Warnung.

### König Archistrates und seine Tochter
Diese Liebe ist idealisiert. Die Beziehung ist im Gegensatz zur vorher genannten eine, die auf Gegenseitigkeit beruht: Die beiden gehen sehr respekt- und liebevoll miteinander um. Der Vater in dieser Beziehung ist sehr fürsorglich und lässt seiner Tochter sogar den freien Willen in der Wahl ihres Ehemannes.

### Apollonius und Tarsia
Diese Liebe ist schwer zu definieren. Einerseits lässt Apollonius seine Tochter zurück und im Stich. Andererseits ermöglicht er ihr dadurch „normal“ aufzuwachsen – mit Mutter und Vater. An seinen Selbstmordgedanken, die er hat, als er von ihrem vermeintlichen Tod erfährt, lässt sich seine Liebe zu ihr erkennen, ebenso an seiner Reaktion auf die Wiedererkennung. (Er kann es kaum fassen und ist überglücklich.) Das Inzest-Motiv der ersten Beziehung könnte hier wieder auftauchen, als Tarsia als Mädchen aus dem Bordell zu Apollonius geschickt wird, um ihn herauszulocken. Bevor es aber so weit kommen kann, kommt es zu der Wiedererkennung. Auch dieser Vater lässt seiner Tochter den freien Willen in der Wahl ihres Gemahls.

### Stranguillo und Tarsia
Stranguillo liebt Tarsia wie seine eigene Tochter. Er bemerkt aber viel zu spät die Intrige seiner Frau (Dyonisias), die Tarsia als Konkurrentin ihrer Tochter sieht und den Mord an Tarsia plant. Stranguillo ist sehr betrübt über den angeblichen Tod Tarsias.

### Athenagoras und Tarsia
Auch diese Beziehung wirkt wie eine Vater-Tochter Beziehung, nicht wie die eines Liebespaares. Er kümmert sich liebevoll um sie und nimmt eine Beschützerrolle ein. Erst als er erfährt, dass sie aus königlichem Hause stammt, hält er um ihre Hand an.

## Christliche und heidnische Elemente in der HA
Vergleicht man Passagen der HA, finden sich viele Stellen, die mit der lateinischen Bibel, vorzugsweise des Neuen Testaments, Ähnlichkeiten aufweisen:
HA: scelerata cum in tormento esset
Bibel: (bei Lukas) cum esset in tormentis
HA: per deum vivum te adiuro
Bibel: (Matthäus) adiuro te per deum vivum
HA: salutis suae nuntium misit
Bibel: ego mittam nuncium salutis de te
Auch ist anzumerken, dass vielfach nicht nur Ähnlichkeiten zur lateinischen Bibel bestehen, sondern einige Teile von Christen geschrieben bzw. umgeschrieben worden sein müssen. Das ist anhand des christlichen Vokabulars feststellbar. Wirft man einen Blick auf die genannten Götter, so fällt auf, dass einige Teile griechischen Ursprungs sind. So werden Neptun, Jupiter, Artemis, Diana etc. ebenso genannt wie der christliche Gott. Die Götter kommen vorwiegend in den Teilen vor, die teilweise lateinische Sätze oder Worte enthalten, die zum Teil wörtlich aus dem Griechischen übersetzt bzw. entlehnt wurden. Artemis spielt eine geringere Rolle in der vorliegenden lateinischen Version als in der griechischen.
Heidnische Elemente
Die Frau von Apollonius lebt als Priesterin der Diana, Apollonius wird mit Apoll verglichen.
Christliche Elemente
Die Bewahrung der Jungfräulichkeit kann als christlich verstanden werden.
Die einfache Verwendung des Wortes Deus (lat. Gott) ist eindeutig christlichen Ursprungs.
Vermischung heidnischer und christlicher Elemente
Der erste Gott, der auftritt, ist Neptunus. Apollonius segelt von Tarsus nach Pentapolis. Die vier Winde stürmen und Triton bläst das Horn, während Neptun mit dem Dreizack wirbelt. Dies ist eindeutig heidnisch, doch im nächsten Dialog, als Apollonius den Fischer um Hilfe bittet, mahnt ihn dieser: „Ut si quando Deo favente redditus fueris natalibus tuis ...“ Was so viel bedeutet wie: „Wenn du eines Tages mit Gottes Willen den Deinen wiedergegeben sein wirst ...“
Der Fischer scheint von einem späteren Autor christianisiert worden zu sein.
Bei Tische des Archistrates singt Apollonius und wird mit Apoll verglichen: „non apollonium sed apollinem“. Später dankt Apollonius Gott, dass er vom König aufgenommen wurde: „agens deo gratias“
Ein weiteres christliches Motiv ist die Auferweckung von den Toten bzw. Scheintoten. Der Arzt salbt die Frau des Apollonius und diese erwacht wieder zum Leben. Dieses christliche Motiv wird aber sogleich von einem heidnischen abgelöst: Apollonius’ Frau wird zu einer Priesterin der Diana. Apollonius fährt indes „unter Gottes Führung“ nach Tarsus. Wieder wechseln sich christliches und heidnisches Motiv ab, und es mag wohl der christliche Gott gemeint sein, denn das Wort Deus wird wiederum im christlichen Sinne verwendet.
Sehr christlich mutet an, dass Tarsia ihre Jungfräulichkeit wahrt. Gnade, Nächstenliebe und plötzlich verschwundene Begierde der Männer können nur dem christlichen Gott zu verdanken sein.
Bei der Überfahrt von Apollonius kommt abermals ein Sturm auf, doch anders als zuvor beten alle zum christlichen Gott. Sei dies nur ein Zufall oder ein scheinbar unbewusster Beweis eines späteren christlichen Autors, alle überleben und kommen heil in Mutilene an, wo gerade das Fest des Neptuns gefeiert wird.
Als Tarsia ihrem noch ahnungslosen Vater klagt, nachdem er sie geschlagen und weggestoßen hatte, was ihr widerfahren und zugestoßen war, erkennt er sie. Sie tritt in diesem Absatz christlich auf und benutzt den Ausdruck „Aderit ille Deus creator omnium et auctor; Non sinit hos fletus casso dolore relinqui“, was so viel bedeutet wie: „Beistehen wird dir der Gott, der alles erschuf und hervorrief, nicht in vergeblichem Schmerz wird er dich weinen lassen.“
Auch hier findet sich eine indirekte Botschaft:
Der christliche Gott tritt hier als ein liebender guter Gott auf, der für alles einen Grund hat und die arme verlorene Seele retten wird.
Einige Zeit später wird sie wie zum Beweis gerettet, denn Apollonius erkennt in ihr seine verlorene Tochter.
In einem der Rätsel, welches Tarsia Apollonius stellt, ist die Rede von einer Amica Dei; man möchte meinen, hier sei der christliche Gott gemeint, doch spätestens bei der Antwort wird klar, es ist nicht der christliche Gott gemeint, sondern Apoll. Auch die Musen, welche Tarsia nennt, sprechen für Apoll und nicht für den christlichen Gott.
Apollonius fasst seine Geschichte zusammen, in welcher er erzählt, er habe seine Frau dem Reich des Neptun gegeben und Stranguillo sei gottverlassen. Hier dann das Wiedererkennen, die arme Seele wird vom gütigen christlichen Gott errettet.
Athenagoras, der junge Prinz, bittet Apollonius um die Hand der Tharsia. Wie anfangs erwähnt, verwendet er die Worte „deum vivum te adiuro“ („beim lebendigen Gott bitte ich dich“). Gerade in diesem Teil der Geschichte wird sehr oft von Gott als Einzelperson gesprochen. Dies mag darauf hinweisen, dass hier ein christlicher Autor sehr gründlich gearbeitet hat. Apollonius findet seine Frau im Tempel der Diana wieder.
In christlichem Sinne geht die Geschichte zu Ende, indem Apollonius allen, die ihm einmal etwas Gutes taten, ebenfalls etwas Gutes tut.
Meist wechseln sich christliche und heidnische Gebete oder Anrufungen der Götter ab, treten teilweise in direkten Kontrast oder ergänzen sich: Bei der ersten Überfahrt erleidet Apollonius Schiffbruch, verantwortlich dafür ist Neptun. Alle anderen sterben. Er überlebt als Einziger und daraufhin wird ihm von einem Christen geholfen.
Gerade bei den christlich orientierten Teilen des Textes handelt es sich meist um Situationen, in denen der christliche Gott Gutes tut und in denen dank seiner Hilfe alles ein Happy End findet.
Bei den heidnischen Göttern ist Apollonius ein Abbild des Apoll, seine Frau ein Abbild der Diana, Neptun der Launenhafte, der nach Lust und Laune tötet und rettet.

## Astrologie in der HA
Eine Stelle, in der die Astrologie direkt vorkommt, ist
(6. 11 – 13): „omniumque pene philosophorum disputationes omniumque etiam Chaldaeorum“ („die Weisheitsfragen beinahe aller Philosophen und Chaldäer“).
(Die Chaldäer waren ein Volk des Altertums, lebten in der Nähe Babylons und waren Semiten. Ihr Name steht als Synonym für Sterndeuter, da sie sich mit Astronomie auskannten.) Sofort nach dieser Erwähnung beginnt die Reise von Apollonius. Man könnte es so auslegen, dass er sofort nach dem Lesen seines Horoskops aufbrach.
Eine weitere wichtige Stelle ist, als Apollonius seine Tochter Tharsia wieder von Dionysia und Stranguillo abholen will. Dionysia sagt zu ihm:
(38. 2 – 3) „Crede nobis, quia si genesis permississet, sicut haec omnia damus, ita et filiam tibi reddidissemus“ („Glaube uns, hätte das Schicksal zugelassen, hättest du, wie du dies alles wieder von uns zurückbekommst, auch deine Tochter wiederbekommen“).
Wüsste Dionysia nicht, dass Apollonius an das Schicksal glaubt, hätte sie so etwas nicht gesagt.
Apollonius’ Glaube an das Schicksal und die Astrologie werden auch mit dem Schwur, sich weder die Haare, noch die Nägel, noch den Bart zu schneiden und mit der langen Abwesenheit von 14 Jahren, deutlich. Menschen, die glauben unter dem Bann des Himmels zu stehen, wollen diesen Fluch durch Reue, die Vernachlässigung ihrer selbst und sexueller Abstinenz brechen. Man nennt sie Κάτοχοι, die Gefesselten.
Auch Tharsia glaubt an das Schicksal. Tharsia sagt:
(44.9) „O ardua potestas caelorum, quem e pateris innocentem tantis calamitatibus ab ipsis cunabulis fatigari“ „O ihr hohen Himmelsmächte, die ihr mich Schuldlose schon von der Wiege an mit so großem Unglück heimsucht.“
Man sieht also, dass in der Historia Apollonii eine Verbindung zur Astrologie besteht, was auch neue Fragen zur Überlieferung des Textes aufwirft. Denn die Christliche Kirche war strikt gegen die Astrologie und sie versuchte jeden Einfluss derselbigen auszulöschen, sei es durch Verbrennungen von Büchern oder durch das Christianisieren anders Gläubiger.

## Nachleben der HA im Mittelalter
Die HA erfreute sich im Mittelalter großer Beliebtheit, was daraus zu schließen ist, dass in dieser Zeit neben den zahlreichen Abschriften auch viele Übersetzungen und Bearbeitungen (mit inhaltlichen und formalen Veränderungen) entstanden sind. Als Beispiele hierfür sind Folgende zu nennen:
- Gesta Apollonii (10. Jh.)
- Altenglische Übersetzung (10. Jh.)
- Altfranzösischer Roman d’Apolonine (12. Jh.)
- Aufnahme in Gottfried von Viterbos Pantheon (12. Jh.)
- Dänische Ballade Kong Apollon af Tyre (13. Jh.)
- Spanisches Libro de Apolonio (13. Jh.)
- Carmina Burana Nr. 97 O Antioche (13. Jh.)
- Apollonius von Tyrland von Heinrich von Neustadt (14. Jh.).
- Aufnahme in die Gesta Romanorum (14. Jh.)
- Entstehung verschiedensprachiger Volksbücher im 15. Jh.

Heidnische und antike Bräuche und Riten, die dem Mittelalter unbekannt waren, wurden in den Bearbeitungen teils ausgelassen, teils an die Zeit angepasst. Vor allem die Bearbeitungen aus dem 12. – 14. Jh. versetzten die Erzählung häufig in ein höfisch-ritterliches Milieu.

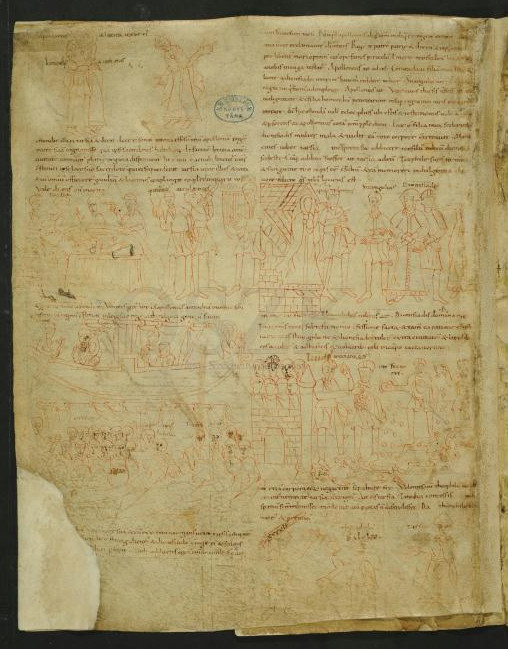
Seite mit kolorierten Federzeichnungen aus einem mittelalterlichen Manuskript (Kloster Werden, um 1000).

Eines der ältesten erhaltenen Manuskripte entstand um 1000 im Kloster Werden. Das fragmentarische Manuskript enthält neben dem lateinischen Text auch 38 kolorierte Federzeichnungen, womit es die älteste illustrierte Fassung der Erzählung ist. Es befindet sich heute in der ungarischen Széchényi-Nationalbibliothek. Eine Faksimileausgabe erschien 2011.

## Nachleben der HA in der frühen  Neuzeit
Am Übergang zur Neuzeit bzw. in der Neuzeit gibt es zahlreiche Bearbeitungen in Prosa und in Versform bzw. als Drama. Das sind einmal die „Gesta Romanorum“: datierte Ausgaben gibt es von 1480 an, 4 im 15. Jh. und 5 im 16. Jh. Sie gehen alle auf ein Exemplar der Welser Gruppe zurück. Der erste vollständige Druck inkl. Apollonius war der erste Druck Zells, ohne Jahreszahl.
Bearbeitungen der „Gesta Romanorum“, Stück 153:
1. Das deutsche Volksbuch von Heinrich Steinhoewel, Reutlingen 1471, ist mit der metrischen Bearbeitung von Gotfried von Viterbo verbunden.
2. Das niederländische Volksbuch, Delft 1493, entnommen der niederländischen Bearbeitung der Gesta Romanorum „Die gheschienissen van Romen“, Gouda 1481, Delft 1483, Zwolle 1484.
3. Älteste französische Bearbeitung der Gesta Romanorum, Paris 1521
4. Eine englische Bearbeitung der Apollonius-Erzählung, die im Wesentlichen aus den Gesta Romanorum beruht von Lawrence Twine, London 1576, London 1607.

Die niederländische, französische und englische Bearbeitung geht auf lateinische Texte der Gesta Romanorum zurück. Es sind freie Übertragungen, die keinen anderen Zweck haben, als eine merkwürdige Geschichte in verständlicher und anziehender Form zu erzählen.
Weitere Bearbeitungen sind:
Skandinavisch
- dänisches Volksbuch, 1600, 1627, 1731
- Bearbeitung in isländischer Sprache
- schwedisches Volksbuch „Svenska Folksbökker“, 1642, 1732, 1747, 1835.

Slawisch
Grundlage der slawischen Bearbeitungen ist das tschechische Volksbuch aus dem 14. Jh. Es wurde teilweise ins Polnische und Russische übertragen.
Ungarisch
Klausenburg 1591.
Spanisch
- Hystoria de Apollonio, basiert auf den Gesta Romanorum, Saragossa ca. 1488.
- Confision del Amante, übertragen von einer portugiesischen Übersetzung von Gowers „Confessio Amantis“. Juan de Timoneda, Patrañuelo, 1567.

Französisch
Älteste bekannte gedruckte Bearbeitung ohne Jahresangabe: Apollin roy de Thire. Dazu noch einige Bearbeitungen des 16. Jhs., teils ohne Jahresangabe, einige spätere Bearbeitungen.
Italienisch
Istoria d'Apollonio di Tiro in Ottava rima (Achtzeiler). Zahlreiche Handschriften und viele Drucke bis ins 18. Jh. Die erste Ausgabe wurde 1486 in Venedig gedruckt.
Griechisch
15. und 16. Jh. aber auch später. Sie sind stark an das Italienische angelehnt.
Deutsch
Hier ist noch das 3-strophige Gedicht „Der König Apollonius im Bad“ von Hans Sachs aus dem Jahr 1553 erwähnenswert.
Englisch
- Robert Copland Kynge Appolyn of Thyre, 1510[6][7]
- William Shakespeare, „Pericles“, London 1609
- G. Wilkins „The painfull adventures of Pericles Prince of Tyre“, 1608 nach John Gower. Es gibt auch noch spätere Bearbeitungen des Stoffes.

Anfang des 17. Jahrhunderts wurde der Stoff der Historia Apollonii erstmals dramatisch verarbeitet, im Drama Pericles, Prince of Tyre von William Shakespeare.
Die Geschichte der Historia Apollonii bleibt im Wesentlichen dieselbe, der auffälligste Unterschied ist die Änderung des Titelhelden von Apollonius zu Pericles. Außerdem wird die Geschichte in eine ritterliche Welt eingebettet, in der man sich etwa in Turnieren, nicht in gymnastischen Wettkämpfen, misst.
Shakespeare bediente sich zweier Hauptquellen: der "Confessio Amantis" von John Gower und des Prosatextes "The Patterne of Painefull Adventures" von Laurence Twine. Der Dichter Gower tritt im Stück auch selbst auf: er ist der akttrennende Chorus, der schwierig darzustellende Szenen erklärt und das Verhalten der Charaktere bewertet.
Die Intention des Stückes ist wohl das Aufzeigen moralisch guten und verwerflichen Handelns, vor allem am Beispiel des Titelhelden und seiner Tochter, die, obwohl vom Schicksal schwer geprüft, der Tugend treu bleiben und am Ende über die oft missgünstige Fortuna siegen.
Der erste Druck des Stückes ist 1609 erschienen, zahlreiche Nachdrucke weisen auf eine große Popularität des Werkes hin.

## Historische Ursprünge
Heute wird das Werk kaum mehr vor einem tatsächlichen historischen Hintergrund gesehen, obwohl gewisse Bezüge von Orten und Personen wohl doch legendenartigen Charakter haben.
Im Mittelalter wurde die HA vermehrt als historisches Ereignis, einzuordnen in die Zeit der Punischen Kriege (nach 264 v. Chr.) gelesen, andererseits auch als Exemplum oder als Unterhaltungsroman. Für einen historischen Hintergrund spricht, dass es zur Zeit der Punischen Kriege tatsächlich mehrere Könige mit dem Namen Antiochos in Antiochia gab. Diese Stadt war 307 v. Chr. gegründet worden, und war eines der Zentren des Seleukidenreiches. Besonders die Geschichte von Antiochos II. (Regierungszeit 261 v. Chr.–246 v. Chr.) könnte die HA beeinflusst haben, wurde er doch von seiner ersten Frau Laodike vergiftet, weil er – um einen Friedensvertrag zu besiegeln – eine weitere Frau genommen hatte. Laodike wird nachgesagt, Tochter des Vaters von Antiochus II, Antiochos I., und eine Halbschwester von Antiochus II gewesen zu sein.
Wohl definitiv ins Reich der Legenden gehört jedoch Apollonius, der König von Tyrus. Denn das Königreich Tyrus war bereits 332 v. Chr. von Alexander dem Großen erobert und weitgehend zerstört worden. Danach hat es nie mehr zu seiner ursprünglichen Bedeutung zurückgefunden. Die Liste der Könige von Tyros endet denn auch 332 v. Chr. – einen König mit dem Namen Apollonius hat es weder vorher noch nachher je gegeben.

### Ausgaben
- Gareth Schmeling: Historia Apollonii regis Tyri. Teubner, Leipzig 1988, ISBN 3-322-00450-3.
- Franz Peter Waiblinger: Historia Apollonii Regis Tyri. Die Geschichte vom König Apollonius (= dtv. 9324, dtv zweisprachig). Neuübersetzung, Neuausgabe. Deutscher Taschenbuch-Verlag, München 1994, ISBN 3-423-09324-2.

Spätmittelalterliche und neuere griechische Fassungen
- Giorgos Kechagioglou (Hrsg.): Aπολλώνιος της Tύρου: Yστερομεσαιωνικές και νεότερες ελληνικές μορφές. Kριτική έκδοση, με Eισαγωγές, Σχόλια, Πίνακες λέξεων-Γλωσσάρια και Eπίμετρα. 3 Bände, Iνστιτούτο Nεοελληνικών Σπουδών (Ίδρυμα Mανόλη Tριανταφυλλίδη), Thessaloniki 2004.

### Sekundärliteratur
- Elizabeth Archibald: Apollonius of Tyre. Medieval and Renaissance Themes and Variations. Brewer, Cambridge 1991, ISBN 0-85991-316-3.
- Cecilia Braidotti: ‚Quaestiones‘ e ‚parabolae‘: gli indovinelli nella Historia Apollonii regis Tyri. In: Scholia. Rivista quadrimestrale di letteratura latina e greca. Bd. 4, Nr. 3, 2002, ZDB-ID 2011966-5, S. 9–19.
- Petrus J. Enk: The Romance of Apollonius of Tyre. In: Mnemosyne. Series 4, Bd. 1, Nr. 3, 1948, S. 222–237, JSTOR:4427134.
- Niklas Holzberg: Der antike Roman. Eine Einführung. 3., überarbeitete Auflage. Wissenschaftliche Buchgesellschaft, Darmstadt 2006, ISBN 3-534-18769-5.
- Elimar Klebs: Die Erzählung von Apollonius aus Tyrus. Eine geschichtliche Untersuchung über ihre lateinische Urform und ihre späteren Bearbeitungen. Reimer, Berlin 1899, (Digitalisat).
- David Konstan: Apollonius, King of Tyre and the Greek Novel. In: James Tatum (Hrsg.): The Search for the Ancient Novel. Johns Hopkins University Press, Baltimore MD u. a. 1994, ISBN 0-8018-4619-6, S. 173–182.
- Georgius A. A. Kortekaas: The Latin Adaptations of the „Historia Apollonii Regis Tyri“ in the Middle Ages and Renaissance. In: Heinz Hofmann: Groningen Colloquia on the Novel. Band 3. Forsten, Groningen 1990, ISBN 90-6980-041-1, S. 103–102.
- Georgius A. A. Kortekaas: Commentary on the Historia Apollonii Regis Tyri (= Mnemosyne. Supplementum. 284). Brill, Leiden u. a. 2007, ISBN 978-90-04-15594-7 (Rezension, englisch).
- Georgius A. A. Kortekaas: Enigmas in and around The Historia Apollonii Regis Tyri. In: Mnemosyne.  Bd. 51, Nr. 2, 1998, S. 176–191, JSTOR:4432827.
- Georgius A. A. Kortekaas: The story of Apollonius, King of Tyre. A study of its Greek origin and an edition of the two oldest Latin recensions (= Mnemosyne. Supplementum. 253).  Brill, Leiden u. a. 2004, ISBN 90-04-13923-0.
- Peter Kuhlmann: Die Historia Apollonii regis Tyri und ihre Vorlagen. In: Hermes. Bd. 130, Nr. 1, 2002, S. 109–120, JSTOR:4477487.
- Carl Werner Müller: Der Romanheld als Rätsellöser in der Historia Apollonii Regis Tyri. In: Würzburger Jahrbücher. (NF) Bd. 17, 1991, ISSN 0342-5932, S. 267–279, doi:10.11588/wja.1991.0.27636.
- Gareth Schmeling: Manners and Morality in the Historia Apollonii Regis Tyri. In: P. Liviabelli Furiani, Antonio M. Scarcella (Hrsg.): Piccolo mondo antico. Appunti sulle donne, gli amori, i costumi, il mondo reale nel romanzo antico. Edizioni Scientifiche Italiane, Neapel 1989, ISBN 88-7104-507-6, S. 197–215.
- Gareth Schmeling: Apollonius of Tyre: Last of the troublesome latin Novels. In: Hildegard Temporini, Wolfgang Haase (Hrsg.): Aufstieg und Niedergang der römischen Welt. 2: Principat. Band 34: Sprache und Literatur. Teilband 4: Wolfgang Haase (Hrsg.): Einzelne Autoren seit der hadrianischen Zeit und Allgemeines zur Literatur des 2. und 3. Jahrhunderts. (Fortsetzung). de Gruyter, Berlin u. a. 1998, ISBN 3-11-015699-7, S. 3270–3291.
- Meinolf Schumacher: Einführung in die deutsche Literatur des Mittelalters. WBG, Darmstadt 2010, ISBN 978-3-534-19603-6, S. 107–110.
- Samuel Singer: Apollonius von Tyrus. Untersuchungen über das Fortleben des antiken Romans in späteren Zeiten. Niemeyer, Halle (Saale) 1895, (Digitalisat).